# Christelle Bulteau
Christelle Bulteau (* 23. Juli 1963) ist eine ehemalige französische Leichtathletin, die sich auf den Sprint spezialisiert hat.

## Sportliche Laufbahn
1985 gewann Christelle Bulteau bei den Leichtathletik-Hallenweltspielen in Paris in 7,34 s die Bronzemedaille im 60-Meter-Lauf hinter der der Ostdeutschen Silke Möller und Heather Oakes aus dem Vereinigten Königreich. Anschließend schied sie bei den Halleneuropameisterschaften in Piräus mit 7,37 s im Halbfinale aus. 